# 아플리케

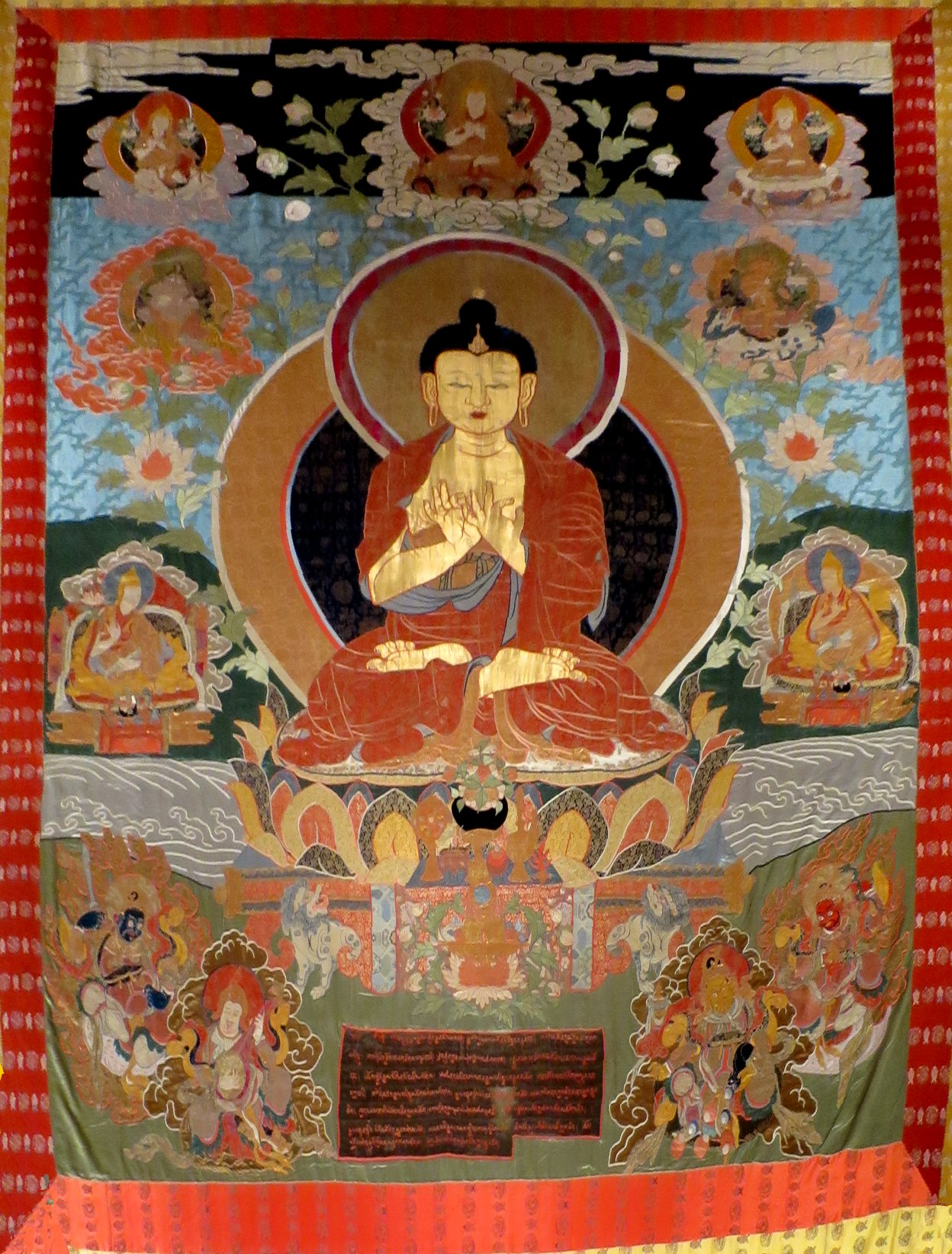
제8대 달라이 라마와 그의 스승을 측면에 둔 미래불 미륵, 18세기 티베트 응용 명주

아플리케(Appliqué)는 무늬에 따라 여러 종류의 헝겊을 오려 붙여서 입체적으로 표현하는 수법이다. 어린이 옷의 장식에 주로 이용되며, 베갯잇·앞치마·이불잇 등에도 이용된다. 아플리케감은 올이 잘 풀리지 않는 것으로, 물이 빠지지 않고 배색이 잘 되는 것을 선택한다. 가장자리가 들쭉날쭉 모가 나거나 섬세한 무늬는 수놓기 어려우므로 단순화시킨 것이 적당하며, 가장자리는 버튼홀 스티치나 블랭킷 스티치 등으로 고정시킨다.

## 같이 보기
- 콜라주
- 장갑 (차량)